# Albo d'oro della Coppa Italia

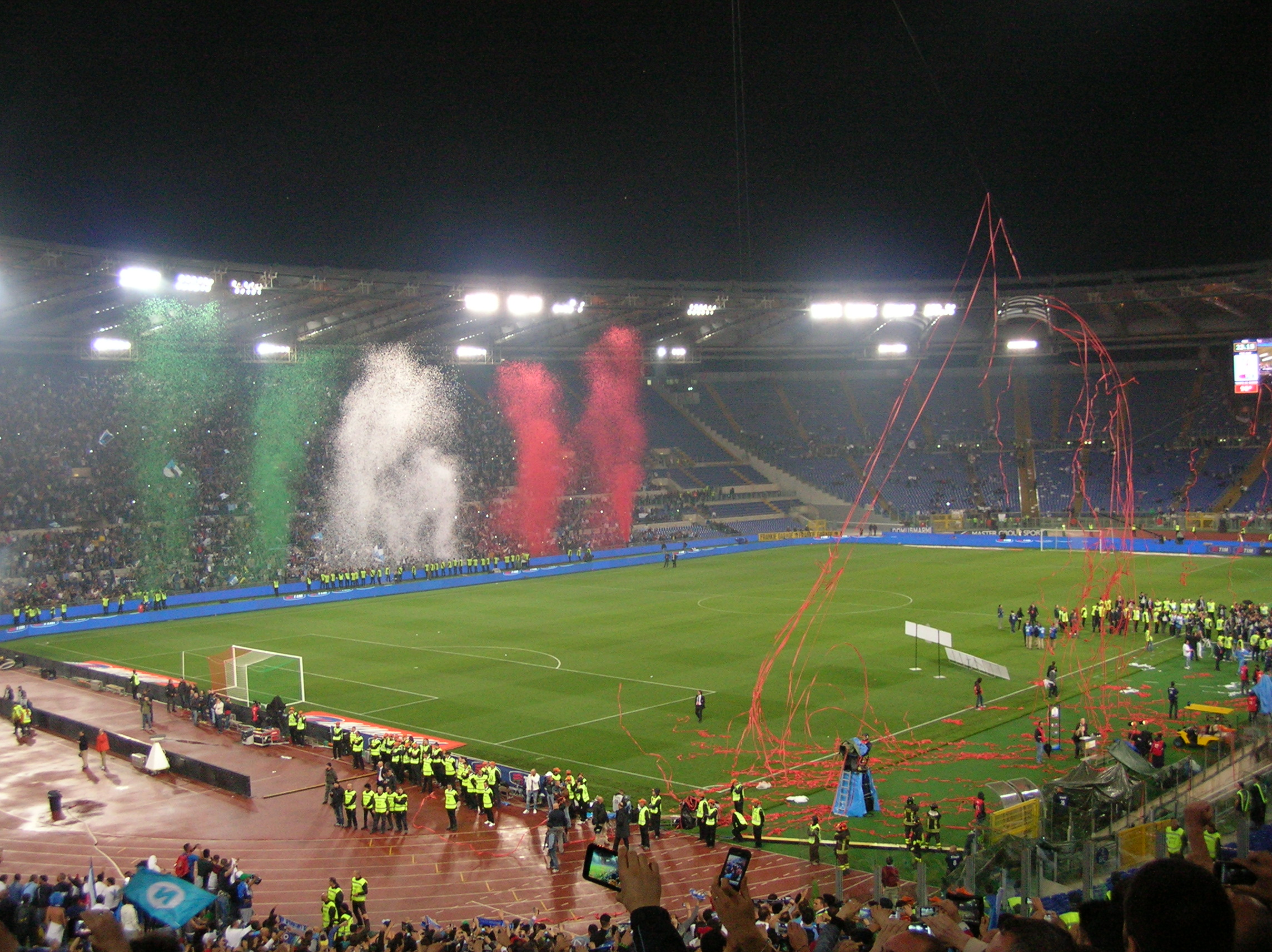
L'Olimpico di Roma durante la cerimonia di chiusura dell'edizione 2011-12.

La Coppa Italia venne assegnata per la prima volta dalla FIGC nel 1922; la sua creazione si intersecò strettamente coi contemporanei eventi del campionato, poiché la nuova coppa nazionale nacque principalmente per rimpolpare una stagione agonistica rimasta orfana delle grandi squadre, fuggite verso la nuova lega CCI e il relativo torneo. L'edizione del debutto, che non riscosse successo, rimase un caso isolato – per l'immediato risanamento dello "scisma" calcistico – fino alla riorganizzazione del torneo nel 1935-36 (inframezzata da un altro tentativo di ripresa, finito con la sospensione a tabellone in corso, nel 1926-27). Gli eventi della seconda guerra mondiale portarono poi a un nuovo fermo del torneo al termine dell'edizione 1942-43. La pausa durò stavolta quindici anni, prima che la competizione venisse riportata in voga nel 1958; da allora, la principale coppa italiana per squadre viene disputata ininterrottamente.
La coccarda tricolore – il simbolo dell'avvenuta vittoria in Coppa Italia, da apporre sulle maglie della squadra detentrice per tutta la stagione successiva al trionfo (similmente con quanto avviene con lo scudetto) – venne ideata e utilizzata per la prima volta nel 1958. L'attuale trofeo è stato invece realizzato nel 1959-60, dopo che nel corso dei decenni precedenti vennero messe in palio coppe di diverso disegno.
Il record di successi nella competizione spetta alla Juventus, con 15 trionfi di cui quattro consecutivi (dal 2015 al 2018), altro primato. Il Vado, vincitore nell'edizione inaugurale del 1922, e il Napoli, campione nella stagione 1961-62, sono invece le uniche due società ad aver conquistato la Coppa Italia senza militare in massima divisione: in Promozione i liguri e in Serie B i campani, in entrambi i casi il secondo livello del calcio italiano.

## Albo d'oro
Elenco dei vincitori delle 78 edizioni della Coppa Italia disputate dal 1922 al 2025.
| Edizione        | Vincitore              | Vincitore                    | Secondo posto          | Dettagli finale                                                                                   | Dettagli finale                                                                                   | Dettagli finale                                                                                   | Altri piazzamenti |
| Edizione        | Ritratto               | Squadra                      | Secondo posto          | Luogo                                                                                             | Data                                                                                              | Risultato                                                                                         | Altri piazzamenti |
| --------------- | ---------------------- | ---------------------------- | ---------------------- | ------------------------------------------------------------------------------------------------- | ------------------------------------------------------------------------------------------------- | ------------------------------------------------------------------------------------------------- | --- |
| 1922 (1ª)       |                        | Vado (1º titolo)             | Udinese                | Vado Ligure                                                                                       | 16 luglio 1922                                                                                    | 1 - 0 (dts)                                                                                       | |
| 1926-1927 (2ª)  | Edizione non terminata | Edizione non terminata       | Edizione non terminata | Edizione non terminata                                                                            | Edizione non terminata                                                                            | Edizione non terminata                                                                            | |
| 1935-1936 (3ª)  |                        | Torino (1º titolo)           | Alessandria            | Genova                                                                                            | 11 giugno 1936                                                                                    | 5 - 1                                                                                             | |
| 1936-1937 (4ª)  |                        | Genova 1893 (1º titolo)      | Roma                   | Firenze                                                                                           | 6 giugno 1937                                                                                     | 1 - 0                                                                                             | |
| 1937-1938 (5ª)  |                        | Juventus (1º titolo)         | Torino                 | Torino                                                                                            | 1º maggio 1938                                                                                    | 3 - 1                                                                                             | |
| 1937-1938 (5ª)  | 8 maggio 1938          | Juventus (1º titolo)         | Torino                 | Torino                                                                                            | 2 - 1                                                                                             |                                                                                                   | |
| 1938-1939 (6ª)  |                        | Ambrosiana-Inter (1º titolo) | Novara                 | Roma                                                                                              | 18 maggio 1939                                                                                    | 2 - 1                                                                                             | |
| 1939-1940 (7ª)  |                        | Fiorentina (1º titolo)       | Genova 1893            | Firenze                                                                                           | 16 giugno 1940                                                                                    | 1 - 0                                                                                             | |
| 1940-1941 (8ª)  |                        | Venezia (1º titolo)          | Roma                   | Roma                                                                                              | 8 giugno 1941                                                                                     | 3 - 3                                                                                             | |
| 1940-1941 (8ª)  | Venezia                | Venezia (1º titolo)          | Roma                   | 15 giugno 1941                                                                                    | 1 - 0                                                                                             |                                                                                                   | |
| 1941-1942 (9ª)  |                        | Juventus (2º titolo)         | Milano                 | Milano                                                                                            | 21 giugno 1942                                                                                    | 1 - 1                                                                                             | |
| 1941-1942 (9ª)  | Torino                 | Juventus (2º titolo)         | Milano                 | 28 giugno 1942                                                                                    | 4 - 1                                                                                             |                                                                                                   | |
| 1942-1943 (10ª) |                        | Torino (2º titolo)           | Venezia                | Milano                                                                                            | 30 maggio 1943                                                                                    | 4 - 0                                                                                             | |
| 1958 (11ª)      |                        | Lazio (1º titolo)            | Fiorentina             | Roma                                                                                              | 24 settembre 1958                                                                                 | 1 - 0                                                                                             | 3º posto: Bologna; 4º posto: Juventus; 5º posto: Sampdoria; 6º posto: Milan; 7º posto: Marzotto Valdagno; 8º posto: Padova |
| 1958-1959 (12ª) |                        | Juventus (3º titolo)         | Inter                  | Milano                                                                                            | 13 settembre 1959                                                                                 | 4 - 1                                                                                             | 3º posto: Genoa; 4º posto: Venezia                                                                                         |
| 1959-1960 (13ª) |                        | Juventus (4º titolo)         | Fiorentina             | Milano                                                                                            | 18 settembre 1960                                                                                 | 3 - 2 (dts)                                                                                       | 3º posto: Lazio; 4º posto: Torino                                                                                          |
| 1960-1961 (14ª) |                        | Fiorentina (2º titolo)       | Lazio                  | Firenze                                                                                           | 11 giugno 1961                                                                                    | 2 - 0                                                                                             | 3º posto: Juventus; 4º posto: Torino                                                                                       |
| 1961-1962 (15ª) |                        | Napoli (1º titolo)           | SPAL                   | Roma                                                                                              | 21 giugno 1962                                                                                    | 2 - 1                                                                                             | 3º posto: Mantova; 4º posto: Juventus                                                                                      |
| 1962-1963 (16ª) |                        | Atalanta (1º titolo)         | Torino                 | Milano                                                                                            | 2 giugno 1963                                                                                     | 3 - 1                                                                                             | |
| 1963-1964 (17ª) |                        | Roma (1º titolo)             | Torino                 | Roma                                                                                              | 6 settembre 1964                                                                                  | 0 - 0                                                                                             | |
| 1963-1964 (17ª) | Torino                 | Roma (1º titolo)             | Torino                 | 1º novembre 1964                                                                                  | 1 - 0 (ripetizione)                                                                               |                                                                                                   | |
| 1964-1965 (18ª) |                        | Juventus (5º titolo)         | Inter                  | Roma                                                                                              | 29 agosto 1965                                                                                    | 1 - 0                                                                                             | |
| 1965-1966 (19ª) |                        | Fiorentina (3º titolo)       | Catanzaro              | Roma                                                                                              | 19 maggio 1966                                                                                    | 2 - 1 (dts)                                                                                       | |
| 1966-1967 (20ª) |                        | Milan (1º titolo)            | Padova                 | Roma                                                                                              | 14 giugno 1967                                                                                    | 1 - 0                                                                                             | |
| 1967-1968 (21ª) |                        | Torino (3º titolo)           | Milan                  | Girone all'italiana                                                                               | Girone all'italiana                                                                               | Girone all'italiana                                                                               | 3º posto: Inter; 4º posto: Bologna                                                                                         |
| 1968-1969 (22ª) |                        | Roma (2º titolo)             | Cagliari               | Girone all'italiana                                                                               | Girone all'italiana                                                                               | Girone all'italiana                                                                               | 3º posto: Foggia; 4º posto: Torino                                                                                         |
| 1969-1970 (23ª) |                        | Bologna (1º titolo)          | Torino                 | Girone all'italiana                                                                               | Girone all'italiana                                                                               | Girone all'italiana                                                                               | 3º posto: Cagliari; 4º posto: Varese                                                                                       |
| 1970-1971 (24ª) |                        | Torino (4º titolo)           | Milan                  | Girone all'italiana. Titolo assegnato dopo spareggio: a Genova, Torino-Milan 0-0 (dts), 5-3 (dtr) | Girone all'italiana. Titolo assegnato dopo spareggio: a Genova, Torino-Milan 0-0 (dts), 5-3 (dtr) | Girone all'italiana. Titolo assegnato dopo spareggio: a Genova, Torino-Milan 0-0 (dts), 5-3 (dtr) | 3º posto: Fiorentina; 4º posto: Napoli                                                                                     |
| 1971-1972 (25ª) |                        | Milan (2º titolo)            | Napoli                 | Roma                                                                                              | 5 luglio 1972                                                                                     | 2 - 0                                                                                             | |
| 1972-1973 (26ª) |                        | Milan (3º titolo)            | Juventus               | Roma                                                                                              | 1º luglio 1973                                                                                    | 1 - 1 (dts) (5-2 dtr)                                                                             | |
| 1973-1974 (27ª) |                        | Bologna (2º titolo)          | Palermo                | Roma                                                                                              | 23 maggio 1974                                                                                    | 1 - 1 (dts) (4-3 dtr)                                                                             | |
| 1974-1975 (28ª) |                        | Fiorentina (4º titolo)       | Milan                  | Roma                                                                                              | 28 giugno 1975                                                                                    | 3 - 2                                                                                             | |
| 1975-1976 (29ª) |                        | Napoli (2º titolo)           | Verona                 | Roma                                                                                              | 29 giugno 1976                                                                                    | 4 - 0                                                                                             | |
| 1976-1977 (30ª) |                        | Milan (4º titolo)            | Inter                  | Milano                                                                                            | 3 luglio 1977                                                                                     | 2 - 0                                                                                             | |
| 1977-1978 (31ª) |                        | Inter (2º titolo)            | Napoli                 | Roma                                                                                              | 8 giugno 1978                                                                                     | 2 - 1                                                                                             | |
| 1978-1979 (32ª) |                        | Juventus (6º titolo)         | Palermo                | Napoli                                                                                            | 20 giugno 1979                                                                                    | 2 - 1 (dts)                                                                                       | |
| 1979-1980 (33ª) |                        | Roma (3º titolo)             | Torino                 | Roma                                                                                              | 17 maggio 1980                                                                                    | 0 - 0 (dts) (3-2 dtr)                                                                             | |
| 1980-1981 (34ª) |                        | Roma (4º titolo)             | Torino                 | Roma                                                                                              | 13 giugno 1981                                                                                    | 1 - 1                                                                                             | |
| 1980-1981 (34ª) | Torino                 | Roma (4º titolo)             | Torino                 | 17 giugno 1981                                                                                    | 1 - 1 (dts) (4-2 dtr)                                                                             |                                                                                                   | |
| 1981-1982 (35ª) |                        | Inter (3º titolo)            | Torino                 | Milano                                                                                            | 5 maggio 1982                                                                                     | 1 - 0                                                                                             | |
| 1981-1982 (35ª) | Torino                 | Inter (3º titolo)            | Torino                 | 20 maggio 1982                                                                                    | 1 - 1                                                                                             |                                                                                                   | |
| 1982-1983 (36ª) |                        | Juventus (7º titolo)         | Verona                 | Verona                                                                                            | 19 giugno 1983                                                                                    | 0 - 2                                                                                             | |
| 1982-1983 (36ª) | Torino                 | Juventus (7º titolo)         | Verona                 | 22 giugno 1983                                                                                    | 3 - 0 (dts)                                                                                       |                                                                                                   | |
| 1983-1984 (37ª) |                        | Roma (5º titolo)             | Verona                 | Verona                                                                                            | 21 giugno 1984                                                                                    | 1 - 1                                                                                             | |
| 1983-1984 (37ª) | Roma                   | Roma (5º titolo)             | Verona                 | 26 giugno 1984                                                                                    | 1 - 0                                                                                             |                                                                                                   | |
| 1984-1985 (38ª) |                        | Sampdoria (1º titolo)        | Milan                  | Milano                                                                                            | 30 giugno 1985                                                                                    | 1 - 0                                                                                             | |
| 1984-1985 (38ª) | Genova                 | Sampdoria (1º titolo)        | Milan                  | 3 luglio 1985                                                                                     | 2 - 1                                                                                             |                                                                                                   | |
| 1985-1986 (39ª) |                        | Roma (6º titolo)             | Sampdoria              | Genova                                                                                            | 7 giugno 1986                                                                                     | 1 - 2                                                                                             | |
| 1985-1986 (39ª) | Roma                   | Roma (6º titolo)             | Sampdoria              | 14 giugno 1986                                                                                    | 2 - 0                                                                                             |                                                                                                   | |
| 1986-1987 (40ª) |                        | Napoli (3º titolo)           | Atalanta               | Napoli                                                                                            | 7 giugno 1987                                                                                     | 3 - 0                                                                                             | |
| 1986-1987 (40ª) | Bergamo                | Napoli (3º titolo)           | Atalanta               | 13 giugno 1987                                                                                    | 1 - 0                                                                                             |                                                                                                   | |
| 1987-1988 (41ª) |                        | Sampdoria (2º titolo)        | Torino                 | Genova                                                                                            | 5 maggio 1988                                                                                     | 2 - 0                                                                                             | |
| 1987-1988 (41ª) | Torino                 | Sampdoria (2º titolo)        | Torino                 | 19 maggio 1988                                                                                    | 1 - 2 (dts)                                                                                       |                                                                                                   | |
| 1988-1989 (42ª) |                        | Sampdoria (3º titolo)        | Napoli                 | Napoli                                                                                            | 7 giugno 1989                                                                                     | 0 - 1                                                                                             | |
| 1988-1989 (42ª) | Cremona                | Sampdoria (3º titolo)        | Napoli                 | 28 giugno 1989                                                                                    | 4 - 0                                                                                             |                                                                                                   | |
| 1989-1990 (43ª) |                        | Juventus (8º titolo)         | Milan                  | Torino                                                                                            | 28 febbraio 1990                                                                                  | 0 - 0                                                                                             | |
| 1989-1990 (43ª) | Milano                 | Juventus (8º titolo)         | Milan                  | 25 aprile 1990                                                                                    | 1 - 0                                                                                             |                                                                                                   | |
| 1990-1991 (44ª) |                        | Roma (7º titolo)             | Sampdoria              | Roma                                                                                              | 30 maggio 1991                                                                                    | 3 - 1                                                                                             | |
| 1990-1991 (44ª) | Genova                 | Roma (7º titolo)             | Sampdoria              | 9 giugno 1991                                                                                     | 1 - 1                                                                                             |                                                                                                   | |
| 1991-1992 (45ª) |                        | Parma (1º titolo)            | Juventus               | Torino                                                                                            | 7 maggio 1992                                                                                     | 0 - 1                                                                                             | |
| 1991-1992 (45ª) | Parma                  | Parma (1º titolo)            | Juventus               | 14 maggio 1992                                                                                    | 2 - 0                                                                                             |                                                                                                   | |
| 1992-1993 (46ª) |                        | Torino (5º titolo)           | Roma                   | Torino                                                                                            | 12 giugno 1993                                                                                    | 3 - 0                                                                                             | |
| 1992-1993 (46ª) | Roma                   | Torino (5º titolo)           | Roma                   | 19 giugno 1993                                                                                    | 2 - 5                                                                                             |                                                                                                   | |
| 1993-1994 (47ª) |                        | Sampdoria (4º titolo)        | Ancona                 | Ancona                                                                                            | 6 aprile 1994                                                                                     | 0 - 0                                                                                             | |
| 1993-1994 (47ª) | Genova                 | Sampdoria (4º titolo)        | Ancona                 | 20 aprile 1994                                                                                    | 6 - 1                                                                                             |                                                                                                   | |
| 1994-1995 (48ª) |                        | Juventus (9º titolo)         | Parma                  | Torino                                                                                            | 7 giugno 1995                                                                                     | 1 - 0                                                                                             | |
| 1994-1995 (48ª) | Parma                  | Juventus (9º titolo)         | Parma                  | 11 giugno 1995                                                                                    | 2 - 0                                                                                             |                                                                                                   | |
| 1995-1996 (49ª) |                        | Fiorentina (5º titolo)       | Atalanta               | Firenze                                                                                           | 2 maggio 1996                                                                                     | 1 - 0                                                                                             | |
| 1995-1996 (49ª) | Bergamo                | Fiorentina (5º titolo)       | Atalanta               | 18 maggio 1996                                                                                    | 2 - 0                                                                                             |                                                                                                   | |
| 1996-1997 (50ª) |                        | Vicenza (1º titolo)          | Napoli                 | Napoli                                                                                            | 8 maggio 1997                                                                                     | 0 - 1                                                                                             | |
| 1996-1997 (50ª) | Vicenza                | Vicenza (1º titolo)          | Napoli                 | 29 maggio 1997                                                                                    | 3 - 0 (dts)                                                                                       |                                                                                                   | |
| 1997-1998 (51ª) |                        | Lazio (2º titolo)            | Milan                  | Milano                                                                                            | 8 aprile 1998                                                                                     | 0 - 1                                                                                             | |
| 1997-1998 (51ª) | Roma                   | Lazio (2º titolo)            | Milan                  | 29 aprile 1998                                                                                    | 3 - 1                                                                                             |                                                                                                   | |
| 1998-1999 (52ª) |                        | Parma (2º titolo)            | Fiorentina             | Parma                                                                                             | 14 aprile 1999                                                                                    | 1 - 1                                                                                             | |
| 1998-1999 (52ª) | Firenze                | Parma (2º titolo)            | Fiorentina             | 5 maggio 1999                                                                                     | 2 - 2                                                                                             |                                                                                                   | |
| 1999-2000 (53ª) |                        | Lazio (3º titolo)            | Inter                  | Roma                                                                                              | 12 aprile 2000                                                                                    | 2 - 1                                                                                             | |
| 1999-2000 (53ª) | Milano                 | Lazio (3º titolo)            | Inter                  | 18 maggio 2000                                                                                    | 0 - 0                                                                                             |                                                                                                   | |
| 2000-2001 (54ª) |                        | Fiorentina (6º titolo)       | Parma                  | Parma                                                                                             | 24 maggio 2001                                                                                    | 1 - 0                                                                                             | |
| 2000-2001 (54ª) | Firenze                | Fiorentina (6º titolo)       | Parma                  | 13 giugno 2001                                                                                    | 1 - 1                                                                                             |                                                                                                   | |
| 2001-2002 (55ª) |                        | Parma (3º titolo)            | Juventus               | Torino                                                                                            | 25 aprile 2002                                                                                    | 1 - 2                                                                                             | |
| 2001-2002 (55ª) | Parma                  | Parma (3º titolo)            | Juventus               | 10 maggio 2002                                                                                    | 1 - 0                                                                                             |                                                                                                   | |
| 2002-2003 (56ª) |                        | Milan (5º titolo)            | Roma                   | Roma                                                                                              | 20 maggio 2003                                                                                    | 4 - 1                                                                                             | |
| 2002-2003 (56ª) | Milano                 | Milan (5º titolo)            | Roma                   | 31 maggio 2003                                                                                    | 2 - 2                                                                                             |                                                                                                   | |
| 2003-2004 (57ª) |                        | Lazio (4º titolo)            | Juventus               | Roma                                                                                              | 17 marzo 2004                                                                                     | 2 - 0                                                                                             | |
| 2003-2004 (57ª) | Torino                 | Lazio (4º titolo)            | Juventus               | 12 maggio 2004                                                                                    | 2 - 2                                                                                             |                                                                                                   | |
| 2004-2005 (58ª) |                        | Inter (4º titolo)            | Roma                   | Roma                                                                                              | 12 giugno 2005                                                                                    | 2 - 0                                                                                             | |
| 2004-2005 (58ª) | Milano                 | Inter (4º titolo)            | Roma                   | 15 giugno 2005                                                                                    | 1 - 0                                                                                             |                                                                                                   | |
| 2005-2006 (59ª) |                        | Inter (5º titolo)            | Roma                   | Roma                                                                                              | 3 maggio 2006                                                                                     | 1 - 1                                                                                             | |
| 2005-2006 (59ª) | Milano                 | Inter (5º titolo)            | Roma                   | 11 maggio 2006                                                                                    | 3 - 1                                                                                             |                                                                                                   | |
| 2006-2007 (60ª) |                        | Roma (8º titolo)             | Inter                  | Roma                                                                                              | 9 maggio 2007                                                                                     | 6 - 2                                                                                             | |
| 2006-2007 (60ª) | Milano                 | Roma (8º titolo)             | Inter                  | 17 maggio 2007                                                                                    | 1 - 2                                                                                             |                                                                                                   | |
| 2007-2008 (61ª) |                        | Roma (9º titolo)             | Inter                  | Roma                                                                                              | 24 maggio 2008                                                                                    | 2 - 1                                                                                             | |
| 2008-2009 (62ª) |                        | Lazio (5º titolo)            | Sampdoria              | Roma                                                                                              | 13 maggio 2009                                                                                    | 1 - 1 (dts) (6-5 dtr)                                                                             | |
| 2009-2010 (63ª) |                        | Inter (6º titolo)            | Roma                   | Roma                                                                                              | 5 maggio 2010                                                                                     | 1 - 0                                                                                             | |
| 2010-2011 (64ª) |                        | Inter (7º titolo)            | Palermo                | Roma                                                                                              | 29 maggio 2011                                                                                    | 3 - 1                                                                                             | |
| 2011-2012 (65ª) |                        | Napoli (4º titolo)           | Juventus               | Roma                                                                                              | 20 maggio 2012                                                                                    | 2 - 0                                                                                             | |
| 2012-2013 (66ª) |                        | Lazio (6º titolo)            | Roma                   | Roma                                                                                              | 26 maggio 2013                                                                                    | 1 - 0                                                                                             | |
| 2013-2014 (67ª) |                        | Napoli (5º titolo)           | Fiorentina             | Roma                                                                                              | 3 maggio 2014                                                                                     | 3 - 1                                                                                             | |
| 2014-2015 (68ª) |                        | Juventus (10º titolo)        | Lazio                  | Roma                                                                                              | 20 maggio 2015                                                                                    | 2 - 1 (dts)                                                                                       | |
| 2015-2016 (69ª) |                        | Juventus (11º titolo)        | Milan                  | Roma                                                                                              | 21 maggio 2016                                                                                    | 1 - 0 (dts)                                                                                       | |
| 2016-2017 (70ª) |                        | Juventus (12º titolo)        | Lazio                  | Roma                                                                                              | 17 maggio 2017                                                                                    | 2 - 0                                                                                             | |
| 2017-2018 (71ª) |                        | Juventus (13º titolo)        | Milan                  | Roma                                                                                              | 9 maggio 2018                                                                                     | 4 - 0                                                                                             | |
| 2018-2019 (72ª) |                        | Lazio (7º titolo)            | Atalanta               | Roma                                                                                              | 15 maggio 2019                                                                                    | 2 - 0                                                                                             | |
| 2019-2020 (73ª) |                        | Napoli (6º titolo)           | Juventus               | Roma                                                                                              | 17 giugno 2020                                                                                    | 0 - 0 (4-2 dtr)                                                                                   | |
| 2020-2021 (74ª) |                        | Juventus (14º titolo)        | Atalanta               | Reggio Emilia                                                                                     | 19 maggio 2021                                                                                    | 2 - 1                                                                                             | |
| 2021-2022 (75ª) |                        | Inter (8º titolo)            | Juventus               | Roma                                                                                              | 11 maggio 2022                                                                                    | 4 - 2 (dts)                                                                                       | |
| 2022-2023 (76ª) |                        | Inter (9º titolo)            | Fiorentina             | Roma                                                                                              | 24 maggio 2023                                                                                    | 2 - 1                                                                                             | |
| 2023-2024 (77ª) |                        | Juventus (15º titolo)        | Atalanta               | Roma                                                                                              | 15 maggio 2024                                                                                    | 1 - 0                                                                                             | |
| 2024-2025 (78ª) |                        | Bologna (3º titolo)          | Milan                  | Roma                                                                                              | 14 maggio 2025                                                                                    | 1 - 0                                                                                             | |

## Statistiche

### Edizioni vinte e perse per squadra
| Squadra     | Vittorie | Secondi posti | Anni delle vittorie                                                                      | Anni dei secondi posti                                     |
| ----------- | -------- | ------------- | ---------------------------------------------------------------------------------------- | ---------------------------------------------------------- |
| Juventus    | 15       | 7             | 1938, 1942, 1959, 1960, 1965, 1979, 1983, 1990, 1995, 2015, 2016, 2017, 2018, 2021, 2024 | 1973, 1992, 2002, 2004, 2012, 2020, 2022                   |
| Roma        | 9        | 8             | 1964, 1969, 1980, 1981, 1984, 1986, 1991, 2007, 2008                                     | 1937, 1941, 1993, 2003, 2005, 2006, 2010, 2013             |
| Inter       | 9        | 6             | 1939, 1978, 1982, 2005, 2006, 2010, 2011, 2022, 2023                                     | 1959, 1965, 1977, 2000, 2007, 2008                         |
| Lazio       | 7        | 3             | 1958, 1998, 2000, 2004, 2009, 2013, 2019                                                 | 1961, 2015, 2017                                           |
| Fiorentina  | 6        | 5             | 1940, 1961, 1966, 1975, 1996, 2001                                                       | 1958, 1960, 1999, 2014, 2023                               |
| Napoli      | 6        | 4             | 1962, 1976, 1987, 2012, 2014, 2020                                                       | 1972, 1978, 1989, 1997                                     |
| Milan       | 5        | 10            | 1967, 1972, 1973, 1977, 2003                                                             | 1942, 1968, 1971, 1975, 1985, 1990, 1998, 2016, 2018, 2025 |
| Torino      | 5        | 8             | 1936, 1943, 1968, 1971, 1993                                                             | 1938, 1963, 1964, 1970, 1980, 1981, 1982, 1988             |
| Sampdoria   | 4        | 3             | 1985, 1988, 1989, 1994                                                                   | 1986, 1991, 2009                                           |
| Parma       | 3        | 2             | 1992, 1999, 2002                                                                         | 1995, 2001                                                 |
| Bologna     | 3        | 0             | 1970, 1974, 2025                                                                         | -                                                          |
| Atalanta    | 1        | 5             | 1963                                                                                     | 1987, 1996, 2019, 2021, 2024                               |
| Genoa       | 1        | 1             | 1937                                                                                     | 1940                                                       |
| Venezia     | 1        | 1             | 1941                                                                                     | 1943                                                       |
| Vado        | 1        | 0             | 1922                                                                                     | -                                                          |
| Vicenza     | 1        | 0             | 1997                                                                                     | -                                                          |
| Palermo     | 0        | 3             | -                                                                                        | 1974, 1979, 2011                                           |
| Verona      | 0        | 3             | -                                                                                        | 1976, 1983, 1984                                           |
| Udinese     | 0        | 1             | -                                                                                        | 1922                                                       |
| Alessandria | 0        | 1             | -                                                                                        | 1936                                                       |
| Novara      | 0        | 1             | -                                                                                        | 1939                                                       |
| SPAL        | 0        | 1             | -                                                                                        | 1962                                                       |
| Catanzaro   | 0        | 1             | -                                                                                        | 1966                                                       |
| Padova      | 0        | 1             | -                                                                                        | 1967                                                       |
| Cagliari    | 0        | 1             | -                                                                                        | 1969                                                       |
| Ancona      | 0        | 1             | -                                                                                        | 1994                                                       |

### Vittorie per città
| Città       | Titoli | Squadre vincenti          |
| ----------- | ------ | ------------------------- |
| Torino      | 20     | Juventus (15), Torino (5) |
| Roma        | 16     | Roma (9), Lazio (7)       |
| Milano      | 14     | Inter (9), Milan (5)      |
| Firenze     | 6      | Fiorentina (6)            |
| Napoli      | 6      | Napoli (6)                |
| Genova      | 5      | Sampdoria (4), Genoa (1)  |
| Parma       | 3      | Parma (3)                 |
| Bologna     | 3      | Bologna (3)               |
| Bergamo     | 1      | Atalanta (1)              |
| Venezia     | 1      | Venezia (1)               |
| Vado Ligure | 1      | Vado (1)                  |
| Vicenza     | 1      | Vicenza (1)               |

### Vittorie per regione
| Regione        | Titoli | Squadre vincenti                   |
| -------------- | ------ | ---------------------------------- |
| Piemonte       | 20     | Juventus (15), Torino (5)          |
| Lazio          | 16     | Roma (9), Lazio (7)                |
| Lombardia      | 15     | Inter (9), Milan (5), Atalanta (1) |
| Toscana        | 6      | Fiorentina (6)                     |
| Liguria        | 6      | Sampdoria (4), Genoa (1), Vado (1) |
| Campania       | 6      | Napoli (6)                         |
| Emilia-Romagna | 6      | Parma (3), Bologna (3)             |
| Veneto         | 2      | Venezia (1), Vicenza (1)           |